# Tielt-Winge
Tielt-Winge (/ˌtiltˈʋɪŋə/) est une commune néerlandophone de Belgique située en Région flamande dans la province du Brabant flamand.
Elle est née de la fusion des anciennes communes de Houwaart, de Winghe-Saint-Georges, de Tielt et de Meensel-Kiezegem.

## Sections de la commune
| # | Section              | Superf. (km²) | Habitants (2020) | Habitants par km² | Code INS |
| - | -------------------- | ------------- | ---------------- | ----------------- | -------- |
| 1 | Tielt                | 18,60         | 5.032            | 271               | 24135A   |
| 2 | Hauwaert             | 7,37          | 1.619            | 220               | 24135D   |
| 3 | Meensel-Kiezegem     | 6,57          | 1.188            | 181               | 24135B   |
| 4 | Winghe-Saint-Georges | 11,99         | 2.943            | 246               | 24135C   |

## Héraldique
|  | La commune possède des armoiries qui lui ont été octroyées le 10 décembre 1980. Ce sont les anciennes armoiries de Winghe-Saint-Georges. Les armoiries de Winghe-Saint-Georges lui avaient été octroyées le 30 mars 1839. Elles montrent le saint patron local, Saint-Georges tuant le dragon. Les armoiries auraient été accordées par l'empereur Charles Quint au début du XVIe siècle, mais aucune preuve n'en existe. Les sceaux locaux, cependant, depuis le XVIe siècle montrent le saint. Blasonnement : D'argent à un Saint Georges de gueules terrassant un dragon de sinople. - Arrêté de l'exécutif de la communauté : 4 janvier 1995 Source du blasonnement : Heraldy of the World. |

## Histoire
De 1219 à la Révolution française a existé le monastère de l’Ile-Duc situé à Tielt-Winge.

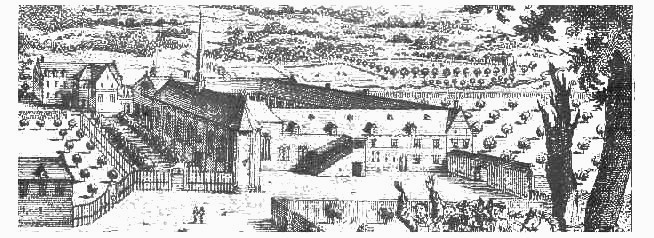
Le monastère de l'Ile-Duc en 1704.

## Démographie

### Démographie: commune fusionnée
En tenant compte des anciennes communes entraînées dans la fusion de communes de 1977, on peut dresser l'évolution suivante :
Les chiffres des années 1831 à 1970 tiennent compte des chiffres des anciennes communes fusionnées.
- Source : DGS, de 1831 à 1981 = recensements population ; à partir de 1990 = nombre d'habitants chaque 1er janvier.[3]